# Acremma
Acremma là một chi bướm đêm thuộc họ Noctuidae.